# هانس كيلسن

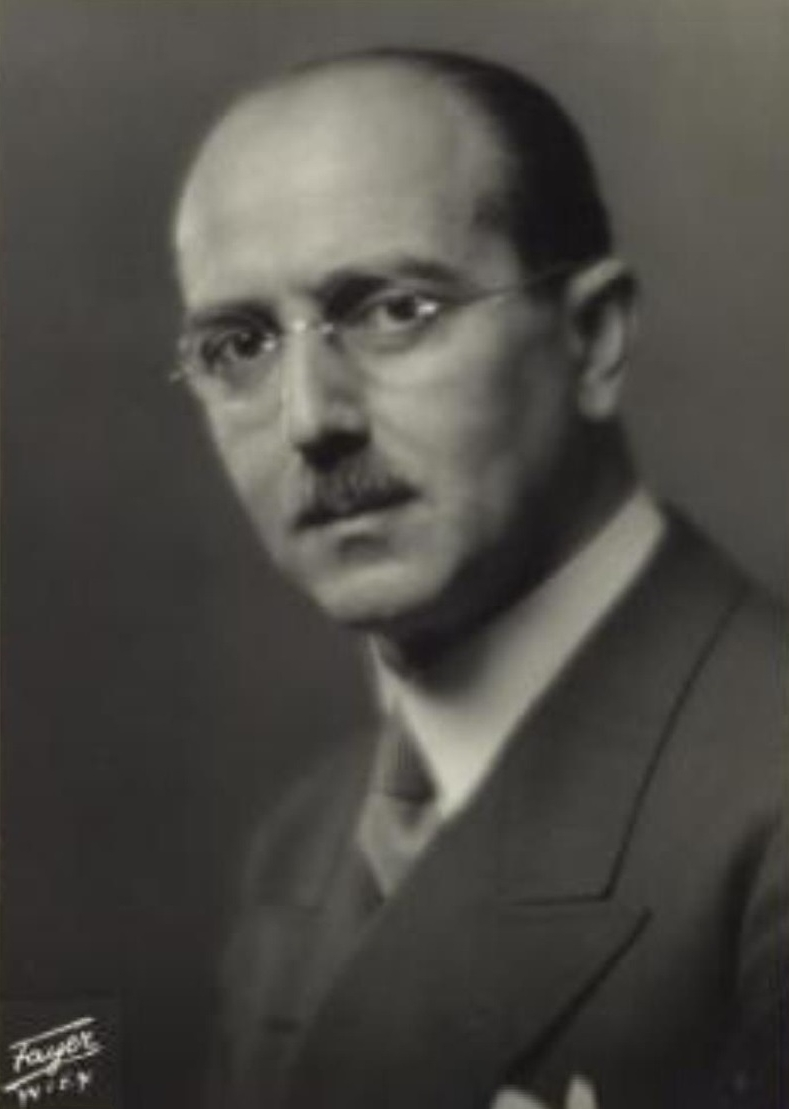
Hans Kelsen circa 1930

هانس كيلسن (11 أكتوبر 1881 – 19 أبريل 1973) كان فقيهًا قانونيًا نمساويًا وفيلسوفًا في القانون والسياسة. وهو واضع الدستور النمساوي لعام 1920، الذي يعتبر صالحًا بدرجة كبيرة حتى يومنا هذا. غادر كيلسن إلى ألمانيا في عام 1930 بسبب تصاعد الشمولية في النمسا (وتعديل دستوري جرى في عام 1929)، لكنه أجبر على ترك منصبه الجامعي بعد استيلاء هتلر على السلطة في عام 1933 بسبب أصوله اليهودية. وفي هذا العام، غادر إلى جنيف ولاحقًا في عام 1940 غادر إلى الولايات المتحدة. في عام 1934، أشاد روسكو باوند بكيلسن لكونه «فقيه زمانه الرائد دون شك». حين كان في في فيينا، قابل كيلسن سيجموند فرويد ودائرته، وكتب عن موضوعي علم النفس الاجتماعي وعلم الاجتماع.
بحلول أربعينيات القرن العشرين، كانت سمعة كيلسن قد ترسخت في الولايات المتحدة بسبب دفاعه عن الديمقراطية، ونظريته الخالصة القانون. تجاوزت مكانة كيلسن الأكاديمية النظرية القانونية وحدها واتسعت لتشمل الفلسفة السياسية وعلم الاجتماع أيضًا. وقد امتد تأثيره إلى مجالات الفلسفة والعلوم القانونية وعلم الاجتماع والنظرية الديمقراطية والعلاقات الدولية.
في وقت متأخر من حياته المهنية حين كان في جامعة كاليفورنيا ببيركلي، فرغم أنه كان قد تقاعد رسميًا في عام 1952، إلا إنه أعاد كتابة كتابه القصير لعام 1934، «النظرية الخالصة للقانون»، ليصبح إصدارًا ثانيًا أكبر حجمًا، وقد نشر في عام 1960 (وتُرجم إلى الإنجليزية في عام 1967). كان كيلسن طوال حياته المهنية النشطة أيضًا مساهمًا هامًا في نظرية المراجعة القضائية والنظرية الهرمية والديناميكية للقانون الوضعي، وعلوم القانون. وفي الفلسفة السياسية، كان مدافعًا عن نظرية هوية قانون الدولة ومدافعًا عن التباين الواضح في موضوعات المركزية واللامركزية في نظرية الحكومة. كان كيلسن أيضًا مدافعًا عن موقف الفصل بين مفاهيم الدولة والمجتمع من حيث علاقتهما بدراسة علم القانون.
كان استقبال أعمال وإسهامات كيلسن ونقدها واسع النطاق لدى كل من المؤيدين المتحمسين والنقاد. وقد دعمت إسهاماته في النظرية القانونية لمحاكمات نورمبرغ وطعن فيها، وذلك من قبل العديد من المؤلفين، منهم دينشتاين من الجامعة العبرية في القدس. كان دفاع كيلسن الكانطي الجديد عن الوضعية القانونية القارية يحظى بتأييد إتش. إل. إيه. هارت من ناحية اختلافه عن الوضعية القانونية الأنجلوأمريكية، وهو ما نوقش في شكله الأنجلوأمريكي من قبل متخصصين كرونالد دوركين وجيريمي والدرون.

## سيرته الذاتية
ولد كيلسن في براغ لعائلة يهودية من الطبقة الوسطى تتحدث الألمانية. كان والده، أدولف كيلسن، من جاليسيا، وأمه، أوغوسته لوي، من بوهيميا. كان هانز طفلهما الأول، ورزقا بعده بأخين وأخت. انتقلت العائلة إلى فيينا في عام 1884، حين كان هانز في الثالثة من عمره. بعد تخرجه من الثانوية، درس كيلسن القانون في جامعة فيينا، وحصل على الدكتوراه في القانون في 18 مايو 1906، وحصل على شهادة التأهل للأستاذية في 9 مارس 1911. تحول كيلسن إلى طوائف دينية منفصلة لمرتين في حياته. فحين كان يعمل على أطروحته عن دانتي والكاثوليكية، عُمِّد كيلسن ككاثوليكي روماني، وذلك في 10 يونيو 1905. في 25 مايو 1912، تزوج من مارجريت بوندي (1890-1973)، وكانا قد تحولا قبل أيام قليلة إلى اللوثرية التابعة لإقرار أوغسبورغ، ورزقا لاحقًا بابنتين.

### كيلسن وسنواته الأولى في النمسا حتى عام 1930

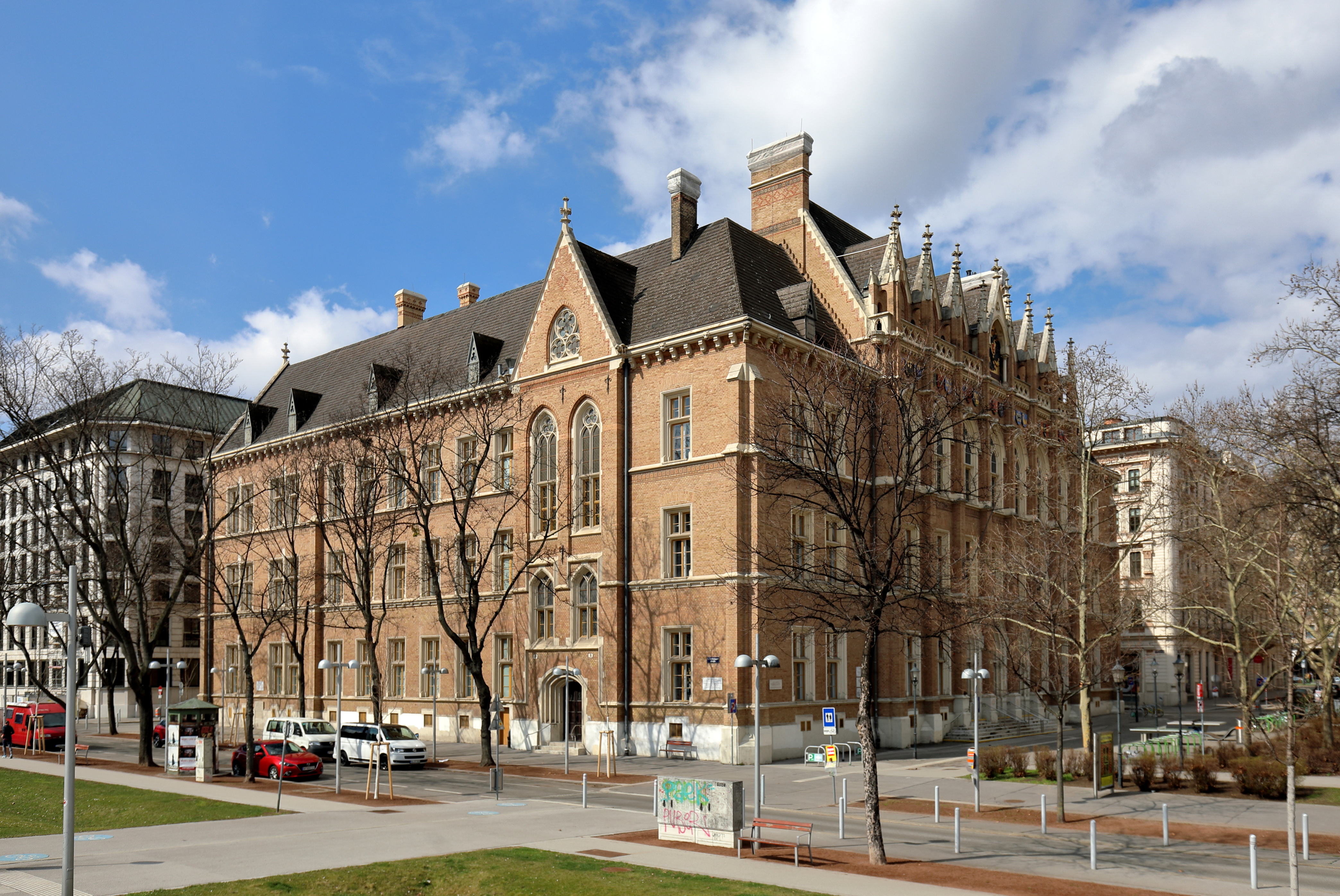
مدرسة كيلسن الثانوية في فيينا

كانت أطروحة الدكتوراه لكيلسن حول نظرية دانتي عن الدولة في عام 1905 أول كتاب له في النظرية السياسية. وفي هذا الكتاب، أوضح كيلسن تفضيله لقراءة الكوميديا الإلهية لدانتي على أنها مستندة بشكل كبير إلى القصة الرمزية السياسية. تقدم الدراسة فحصًا دقيقًا لعقيدة السيفين للبابا جيلاسيوس الأول، إلى جانب أحاسيس مميزة لدانتي في المناظرات الرومانية الكاثوليكية بين الغويلفيين والغيبليين. كان اعتناق كيلسن للكاثوليكية متزامنًا مع اكتمال الكتاب في عام 1905. وفي عام 1908، فاز كيلسن بمنحة بحثية مكنته من الالتحاق بجامعة هايدلبرغ لثلاثة فصول دراسية متتالية، وهناك درس مع الفقيه القانوني المرموق جيلينيك قبل أن يرجع إلى فيينا.
كان الفصل الختامي من دراسة كيلسن للرمزية السياسية عند دانتي أيضًا مهمة للتأكيد على المسار التاريخي الذي أدى مباشرة إلى تطور القانون الحديث في القرن العشرين. وبعد التأكيد على أهمية دانتي في هذا التطور الحادث للنظرية القانونية، أشار كيلسن إلى الأهمية التاريخية لمكيافيللي وجان بودان في هذه التحولات التاريخية للنظرية القانونية التي قادتنا إلى قانون القرن العشرين الحديث. ففي حالة مكيافيللي، رأى كيلسن مثالًا مضادًا مهمًا لجزء تنفيذي مبالغ فيه من الحكومة يعمل دون تقييدات قانونية فعالة على السلوك المسؤول. وبالنسبة لكيلسن، فسيكون ذلك مفيدًا في توجيه تفكيره القانوني نحو حكومة ذات سيادة قانونية قوية، مع زيادة في التركيز على الأهمية المحورية لسلطة مفصلة بالكامل للرأي القضائي.
كان لوقت كيلسن في هايدلبرغ أهمية دائمة بالنسبة له، إذ أنه بدأ في ترسيخ موقفه من هوية القانون والدولة من الخطوات الأولية التي لاحظ أنها اتخذت من قبل جيلينيك. كان مقررًا للواقع التاريخي عند كيلسن أن يحاط بالنظريات الثنائية للقانون والدولة السائدة في عصره. وقد كان التساؤل الرئيسي لجيلينيك وكيلسن، كما ذكر بوم، هو «كيف يمكن لاستقلالية الدولة من منظور ثنائي أن تكون متوافقة مع حالتها كممثلة عن النظام القانوني؟ فبالنسبة للمنظرين الثنائيين، لا يزال هناك بديل للعقائد الأحادية، كنظرية التقييد الذاتي للدولة. وجورج جيلينيك ممثل بارز لهذه النظرية، التي تسمح للمرء بأن يتجنب تقليص الدولة إلى كونها كيانًا قانونيًا، وكذلك شرح العلاقة الإيجابية بين القانون والدولة. ويفترض التقييد الذاتي لنطاق الدولة أن الدولة، بوصفها قوة ذات سيادة، وبالقيود التي تفرضها على نفسها، ستصبح دولة فيها سيادة للقانون».

## وصلات خارجية
- أعمال أو نبذة عن هانس كيلسن على أرشيف الإنترنت